# John McEnroe
John Patrick McEnroe Jr (IPA: [ʤɑn ˈpætɻɪk ˈmækənɻoʊ]; Wiesbaden, 16 febbraio 1959) è un ex tennista, allenatore di tennis e commentatore televisivo statunitense.
Soprannominato The Genius, è stato numero 1 del mondo per quattro anni consecutivi dal 1981 al 1984 e ha vinto 7 titoli del Grande Slam in singolare, 9 in doppio e 1 in doppio misto. È l'unico tennista uomo al mondo ad aver vinto oltre 70 titoli sia nel singolare (77) sia nel doppio maschile (79), e detiene pertanto il record del tennis maschile nell'Era Open per numero di titoli totali (singolare e doppio) vinti: 162, incluso il titolo di doppio misto conquistato al Roland Garros nel 1977 e le affermazioni in Coppa Davis, che ha vinto per cinque volte (nel 1978, 1979, 1981, 1982 e 1992) come componente fisso della squadra statunitense, di cui è anche stato capitano non giocatore, dopo il ritiro dal tennis giocato.
Mancino, famoso per il suo stile di gioco, per i suoi incontri combattuti e spettacolari contro Björn Borg, Jimmy Connors e Ivan Lendl, per il suo carattere irascibile in campo, per il talento e la personalità, oltre che per i risultati, è considerato fra i più grandi tennisti della storia.
Definito da molti il miglior giocatore di doppio della storia del tennis, ha giocato gran parte della carriera in coppia con Peter Fleming, con cui conquistò 58 dei suoi 79 titoli di doppio formando una delle coppie più forti di tutti i tempi. Lo stesso Fleming ebbe a dichiarare che: «In doppio, la miglior coppia del mondo è quella composta da John McEnroe e... un altro».
Nel 1999, McEnroe fu inserito nella International Tennis Hall of Fame.

## Biografia
Figlio di un militare statunitense di origine irlandese che nel periodo in cui John nacque era di stanza in una base militare statunitense nell'ex-Germania Ovest. All'età di un anno si trasferì nel Queens di New York quando suo padre lasciò la United States Air Force per lavorare in una agenzia pubblicitaria. Qui i suoi genitori ebbero altri due figli: Mark (nel 1964) e Patrick (nel 1966, anch'egli futuro tennista professionista).
McEnroe iniziò a giocare a tennis all'età di otto anni nel Douglaston Club. Visto il talento del ragazzo, l'anno dopo i genitori lo mandarono alla Eastern Lawn Tennis Association in cui iniziò a prendere parte ai primi tornei regionali per bambini; in seguito partecipò anche ai tornei nazionali juniores e all'età di dodici anni iniziò ad allenarsi alla Port Washington Tennis Academy di Long Island (New York), in quel periodo era stabilmente nella top-10 nazionale della categoria. McEnroe frequentò la Trinity School diplomandosi nel 1977.
Il 1º agosto 1986 sposò l'attrice Tatum O'Neal, da cui ha avuto i figli Kevin (1986), Sean (1987) e Emily (1991). I due si sono separati nel 1992 e hanno divorziato nel 1994. Nell'aprile del 1997 si è sposato con Patty Smyth da cui ha avuto le figlie Anna (nata nel 1995, prima del matrimonio) e Ava (1999). Ha fatto da padre anche a Ruby (figlia della Smyth e di Richard Hell). Nel 2001 visitò Buckingham Palace su invito della regina Elisabetta II. Vive a New York con la moglie e i sei figli.

## Carriera da tennista

### 1977-1978: Primi anni
Nel 1977, a soli 18 anni e ancora dilettante, il nome di John McEnroe balza agli onori della cronaca tennistica in quanto riesce a partecipare al tabellone principale del Torneo di Wimbledon partendo dalle fasi preliminari di qualificazione; nel torneo riesce nell'impresa di arrivare fino alla semifinale in cui però viene battuto in quattro set dal grande campione Jimmy Connors (suo futuro rivale). Con questa prestazione stabilisce il miglior risultato di sempre ottenuto in un torneo del Grande Slam maschile partendo dalle fasi di qualificazione e la migliore prestazione assoluta di un dilettante nell'era Open.
Sempre nel 1977 si aggiudica il suo primo titolo slam, vincendo la finale di Roland Garros nella specialità di doppio misto, assieme alla sua connazionale Mary Carillo.
Poco tempo dopo McEnroe entrerà alla Stanford University, facendosi notare più per i risultati tennistici (campione NCAA nel 1978) che scolastici. Sempre nel 1978 entra definitivamente nel circuito dei professionisti e diventa celebre per essere uno dei primi tennisti a firmare un contratto di sponsorizzazione con lo stilista Sergio Tacchini. La sua prima stagione è già da grande protagonista, si aggiudica infatti ben 5 tornei ATP tra cui il prestigioso Masters di fine stagione battendo in finale Arthur Ashe in tre set.

### 1979-1981: I grandi successi e le battaglie con Björn Borg
Nel 1979 il giovane tennista statunitense vince 10 tornei, tra cui quello di Dallas battendo in quattro set Björn Borg nella finale dando inizio a una grande rivalità sportiva. In quello stesso anno si afferma per la prima volta in un torneo del Grande Slam vincendo l'US Open contro Vitas Gerulaitis. Arriva in finale in altri quattro tornei venendo sconfitto (in due di questi a sconfiggerlo è proprio Borg).

McEnroe stringe la mano a Björn Borg al termine della vittoriosa finale del Milan Indoor 1981

Nel 1980 McEnroe si aggiudica 9 tornei. All'Open di Francia, vinto da Borg, viene eliminato già al terzo turno, ma a Wimbledon dopo aver battuto Connors in semifinale arriva in finale, dove affronta Borg in uno degli incontri di tennis più belli di tutti i tempi: nel tiebreak del quarto set, uno dei più famosi tiebreak della storia del tennis, con Borg in vantaggio per due set a uno, McEnroe si impose per 18-16 al settimo set-point dopo aver annullato sette match-point a Borg, che poi nel quinto set riuscì a prevalere 8-6 vincendo il suo quinto Wimbledon consecutivo. Poche settimane dopo, l'Americano fu chiamato a difendere il suo titolo all'US Open, arrivò in finale e fronteggiò nuovamente il grande campione svedese; i due diedero vita a un combattuto e spettacolare nuovo match, che si protrasse fino al quinto set come il precedente, concludendosi però con la vittoria di McEnroe. Nel The Masters di fine stagione McEnroe e Borg si incontrarono nuovamente e a prevalere fu lo Svedese che in finale vinse poi il suo secondo titolo consecutivo. Durante il 1980, Borg e McEnroe si alternano in cima alla classifica mondiale: il 2 marzo McEnroe conquista il primato cedendolo il 24 dello stesso mese allo Svedese che lo conserverà per 20 settimane per poi cederlo il 10 agosto e riprenderselo il 18 dello stesso mese e conservarlo fino al luglio 1981.
Nel 1981 McEnroe aggiunge 10 tornei al suo già nutrito palmarès. Sconfisse Borg nella finale del torneo di Milano e arrivò fino ai quarti di finale nell'Open di Francia, vinto poi da Borg per la quarta volta consecutiva (sesta in carriera). Un mese dopo, i due si ritrovarono, a distanza di un anno, per disputare nuovamente la finale di Wimbledon sui prestigiosi campi d'erba dell'All England Lawn Tennis and Croquet Club. Anche stavolta la partita fu molto combattuta, ma si fermò al quarto set (due dei quali chiusi al tiebreak): McEnroe riuscì finalmente a prevalere con il risultato di 4–6, 7–6, 7–6, 6–4. Passano poche settimane e i due si ritrovano nuovamente nella finale dell'US Open. McEnroe aveva vinto le due edizioni passate mentre Borg non era mai riuscito ad aggiudicarsi il torneo nelle tre precedenti finali disputate. Ancora una volta la battaglia fu molto serrata e di nuovo McEnroe riuscì a impedire al campione svedese di aggiudicarsi lo Slam mancante (in quegli anni l'Australian Open era diventato quasi un torneo minore e, a causa della sua collocazione durante il periodo delle feste natalizie, molti tennisti tra cui Borg e McEnroe limitarono molto la loro partecipazione. Lo stesso McEnroe vi prenderà parte per la prima volta solo nel 1983 e vi giocherà solo cinque volte in tutto). Dopo questa sconfitta, Borg si ritirò dal tennis giocato lasciando campo libero a McEnroe e i due non ebbero più occasioni di affrontarsi in tornei ufficiali. Va ricordato che non si incontrarono mai sulla terra rossa e che tra loro vi fu una reciproca e inattaccabile stima.

### 1982-1985: Ancora grandi successi e l'anno dei record
Nel 1982 McEnroe vinse 5 tornei ATP, subendo anche tre sconfitte in finale. Saltò l'Open di Francia e si presentò a Wimbledon da campione in carica. Nel torneo londinese non perse nessun set fino alla finale; ma in questa venne sconfitto da Jimmy Connors in cinque set. La sua avventura all'US Open si fermò in semifinale per mano del cecoslovacco Ivan Lendl e per la prima volta dal 1979 non si aggiudicò nessun titolo nel Grande Slam durante la stagione. Nel Masters di fine stagione arrivò in finale perdendo nuovamente contro Lendl in tre set.
Nel 1983 McEnroe raggiunse la sua quarta finale consecutiva a Wimbledon e vinse il suo secondo titolo battendo in tre set Chris Lewis nella finale. Per la prima volta in carriera giocò anche gli Australian Open arrivando in semifinale venendo battuto da Mats Wilander in quattro set. Oltre a questi prese parte anche ad alcuni tornei minori vincendone cinque e raggiungendo la finale in altri tre.
Il 1984 fu l'anno migliore della carriera di John McEnroe e uno dei migliori della storia del tennis. Iniziò l'anno vincendo il Masters, che all'epoca si svolgeva a gennaio, sconfiggendo in finale Lendl e aggiudicandosi il trofeo per la seconda volta in carriera. Raggiunse per la prima volta la finale dell'Open di Francia, venendo sconfitto da Ivan Lendl in una combattuta finale. McEnroe vinse i primi due set, ma subì la rimonta di Lendl che nel corso del match modificò il suo stile di gioco. Questa sconfitta impedì a McEnroe di conquistare quel titolo che rincorse vanamente per tutta la carriera e pose fine alla sua striscia record di 42 vittorie consecutive dall'inizio dell'anno (record avvicinato da Novak Đoković nel 2011, che si fermò a 41). Si rifece a Wimbledon, battendo nettamente Jimmy Connors con il punteggio di 6–1, 6–1, 6–2. Vinse anche il quarto US Open della sua carriera prendendosi la rivincita su Lendl in soli tre set. Durante tutta la stagione McEnroe vinse in totale 13 tornei ATP sui 15 a cui prese parte (tra cui, oltre a Masters, Wimbledon e Us Open, anche le prestigiose finali WCT di Dallas, il torneo dei campioni di Forest Hills, il Torneo del Queen's e Toronto), battendo, tra gli altri, 6 volte Lendl, 4 Connors e 1 Wilander, ed ebbe un eccezionale record di 82 vittorie e sole 3 sconfitte su 85 partite disputate, firmando la miglior percentuale di match vinti in un anno (96,5%) dalla nascita del ranking ATP, nel 1973. Oltre alla citata finale del Roland Garros, si fece battere intenzionalmente al primo turno del Torneo di Cincinnati da Amritraj per potersi prendere una settimana di pausa prima dell'Open degli Stati Uniti (il torneo si giocava la settimana immediatamente precedente), pausa impedita dai doveri che imponevano il circus e dagli sponsor, e perse nella finale di Coppa Davis da Sundstrom, autore della partita della vita, nuovamente sulla terra rossa. Nel 2005 (81-4) e nel 2006 (92-5) Roger Federer avrebbe avvicinato ma non battuto detto record, così come Novak Đoković nel 2011 (70-6) e nel 2015 (82-6).
Nel 1985 McEnroe raggiunse 10 finali in tornei ATP vincendone 8. Iniziò l'anno vincendo il Masters sconfiggendo nuovamente in finale Lendl e aggiudicandosi il trofeo per la terza volta in carriera (seconda consecutiva), ma concluse l'anno senza nessun titolo nel Grande Slam. Raggiunse i quarti di finale nell'Australian Open, ma venne sconfitto in 5 set da Slobodan Živojinović (l'ultimo set venne vinto dallo slavo per 6-0). All'Open di Francia arrivò fino alla semifinale in cui venne duramente sconfitto da Mats Wilander che si aggiudicherà il torneo per la seconda volta. Anche l'avventura sui campi d'erba di Londra non andò nel migliore dei modi: eliminato nei quarti di finale dal sudafricano Kevin Curren che poi perderà in finale con il diciassettenne Boris Becker, vincitore contro ogni pronostico del torneo di Wimbledon, senza essere testa di serie. Raggiunse per l'ultima volta in carriera una finale nel Grande Slam agli US Open, ma venne battuto da Lendl in tre set.

### 1986-1992: Seconda parte della carriera

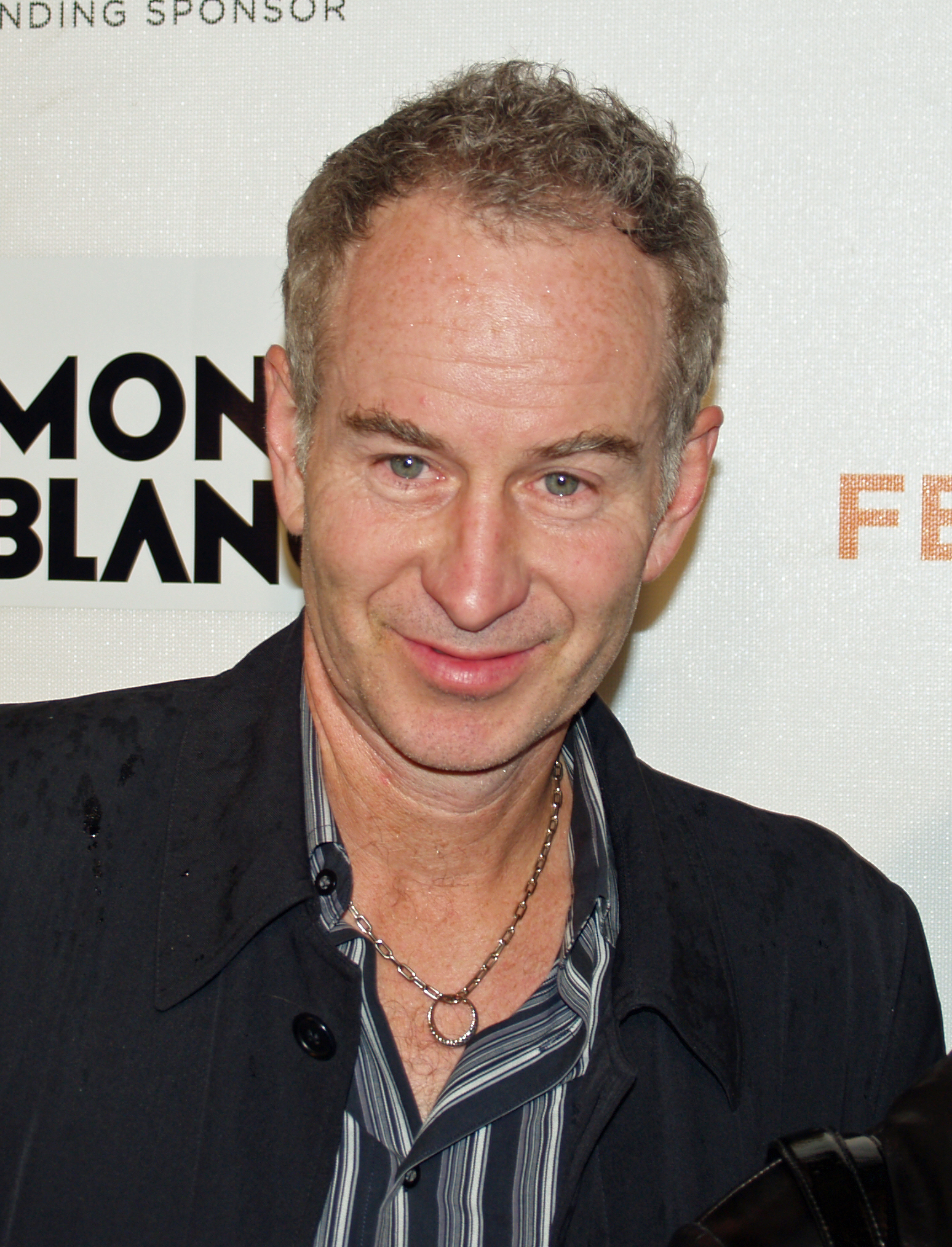
McEnroe nel 2008 al Tribeca Film Festival di New York

A causa dei risultati non all'altezza delle aspettative della stagione precedente, McEnroe decise di prendersi un anno sabbatico, scelta che segnerà l'inizio della parabola discendente del campione americano. Scelse di non partecipare a nessun torneo fino a settembre 1986, quando tentò l'avventura nel suo amato US Open, venendo tuttavia eliminato al primo turno poiché il suo stato di forma era pessimo a causa della lunga inattività a cui aveva cercato di porre rimedio solo poche settimane prima del torneo con allenamenti non all'altezza.
Impiegò diverso tempo per recuperare la forma e ritornò competitivo solo nell'edizione 1987 degli US Open, in cui venne battuto nei quarti di finale da Ivan Lendl. In precedenza non aveva partecipato agli Australian Open e a Wimbledon, ed era stato eliminato al primo turno dall'Open di Francia. In tutto l'anno raggiunse 5 volte la finale di un torneo, ma non riuscì ad aggiudicarsi nessun titolo.
Nel 1988 le cose continuarono ad andare male. Non prese parte all'Australian Open e perse ancora contro Lendl all'Open di Francia nel 4º turno. A Wimbledon e all'US Open non andò oltre il 2º turno. In tutto l'anno vinse solo i tornei di Tokyo e di Detroit, raggiunse la finale anche a Indianapolis, ma venne battuto da Boris Becker.
Il 1989 è l'anno in cui McEnroe ritrova, almeno a tratti, il suo gioco ad altissimi livelli, cosa che lo porta ad essere stabilmente il numero 4 del mondo. Arriva ai quarti di finale dell'Australian Open, eliminato da Lendl. Gioca poi uno straordinario torneo a Wimbledon, esprimendo il tennis dei suoi tempi migliori e a volte persino superiore per maturità. Un Edberg in grandissima forma riesce a fermarlo in una fantastica semifinale per 7-5 7-6 7-6. Non si conferma all'US Open in cui esce al secondo turno per mano dell'olandese Paul Haarhuis. Vince i tornei di Lione e Indianapolis e arriva in finale a Montréal e Tolosa. Regala una bellissima semifinale persa contro Boris Becker a Parigi Bercy. Vince l'ultima edizione delle Finali WCT di Dallas, battendo Gilbert in finale e soprattutto Lendl in semifinale per 6–7, 7–6, 6–2, 7–5.
Nel 1990 venne squalificato all'Australian Open durante il match di Quarto Turno con lo svedese Mikael Pernfors. Perse al Primo Turno al Torneo di Wimbledon con l'americano Derrick Rostagno e venne eliminato dal diciannovenne Pete Sampras nella semifinale degli US Open. Il 22 novembre 1990 fu l'ultima volta di John McEnroe nella top ten ATP. In tutto l'anno si aggiudicò solo il torneo di Basilea battendo Goran Ivanišević in finale recuperando due set di svantaggio.
Nel 1991 venne eliminato al primo turno all'Open di Francia dal sovietico Andrej Čerkasov, al quarto turno di Wimbledon perdendo con Stefan Edberg e al terzo turno dell'US Open contro Michael Chang. L'ultimo successo della sua carriera lo ebbe vincendo il suo 77º e ultimo torneo di singolare a Chicago, contro il fratello Patrick, anch'egli professionista.
Il 1992 fu l'ultimo anno in cui John McEnroe è stato professionista per tutta la stagione. Fu un anno caratterizzato da periodi incolori e grandi momenti. Inizia la stagione esprimendo un tennis di livello pari a quello dei suoi tempi d'oro, secondo le dichiarazioni del suo stesso avversario, Boris Becker, battuto per tre set a zero agli Australian Open da un McEnroe concentratissimo, che riesce a dominare il gioco da fondo, è dotato di precisione nei passanti, aggressività e reattività fisica, in un match in cui prende la rete addirittura sulla prima di servizio del tedesco. Vince un combattutissimo incontro 8-6 al quinto set contro Emilio Sanchez, che per la terza volta non riesce a batterlo. Stanco per la maratona, nei quarti di finale perde in tre set contro Wayne Ferreira. Al Roland Garros viene sconfitto al primo turno da Nicklas Kulti. Disputa un ottimo torneo a Wimbledon, dove al secondo turno supera al quinto set Pat Cash, in un incontro vecchio stampo caratterizzato dal serve and volley. Nei quarti di finale supera Guy Forget, e in semifinale, dove giunge dopo tre anni, perde da Andre Agassi, vincitore del torneo, allenatosi con lui durante il torneo. A Wimbledon, vince invece per la quinta volta il torneo di doppio, in coppia con Michael Stich. Agli US Open perde negli ottavi di finale dal numero 1 del mondo Jim Courier. L'annata si conclude con la vittoria in Coppa Davis ottenuta in finale ai danni della Svizzera, dove McEnroe vince il doppio in coppia con Pete Sampras.
A fine stagione si ritira ufficialmente, quando ancora occupa il 20º posto del ranking mondiale.
Nel 1994 si presenta a sorpresa al torneo di Rotterdam dove perde al primo turno in singolare contro Magnus Gustafsson. Nel torneo di doppio giunge fino alla semifinale insieme a Boris Becker. Appesa definitivamente la racchetta al chiodo, nell'estate di quell'anno viene ingaggiato in Sardegna per suonare la chitarra con il suo gruppo musicale nei più quotati locali notturni di Poltu Quatu.
Nel 1999 si presenta al torneo di Wimbledon per disputare il doppio misto in coppia con Steffi Graf. Giunti in semifinale, i due sono costretti a dare forfait per un infortunio occorso alla tennista tedesca.

### 2006: Ritorno
A febbraio 2006, all'età di 47 anni, torna a giocare a livello professionistico nel torneo di doppio di San Josè in coppia con Jonas Björkman e si aggiudica il titolo. Vince così il suo 79º torneo ATP in doppio diventando l'unico tennista di sesso maschile a vincere un torneo del circuito maggiore in quattro decenni differenti, nonché il giocatore più anziano a vincere un titolo ATP - tra singolare e in doppio - negli ultimi 45 anni. Gioca insieme a Björkman anche a Stoccolma, raggiungendo i quarti di finale.

## Altre attività

### Allenatore di tennis
Fa la sua prima apparizione come coach nel 1993 con Boris Becker nel periodo compreso tra il torneo di Wimbledon e gli US Open, esperienza da cui esce deluso affermando che il campione tedesco non gli prestava sufficiente attenzione. A fine 1999 diventa capitano della squadra statunitense di Coppa Davis e dopo un solo anno abbandona l'incarico in seguito alla sconfitta per 5-0 subita in semifinale contro la Spagna. Nel maggio 2016 affianca Riccardo Piatti e Carlos Moya nel team tecnico di Milos Raonic. Nonostante la finale raggiunta da Raonic al torneo di Wimbledon 2016, il rapporto si interrompe ad agosto prima della disputa degli US Open. In seguito McEnroe fa sapere in un'intervista che vorrebbe allenare non più di 10 settimane all'anno e che è difficile trovare giocatori che accettino queste condizioni. Ha anche allenato nella sua John McEnroe Tennis Academy di New York e ha seguito occasionalmente Noah Rubin. È stato inoltre capitano della squadra del resto del mondo di Laver Cup dal 2017 al 2024, vincendo l'evento nel 2022 e nel 2023.

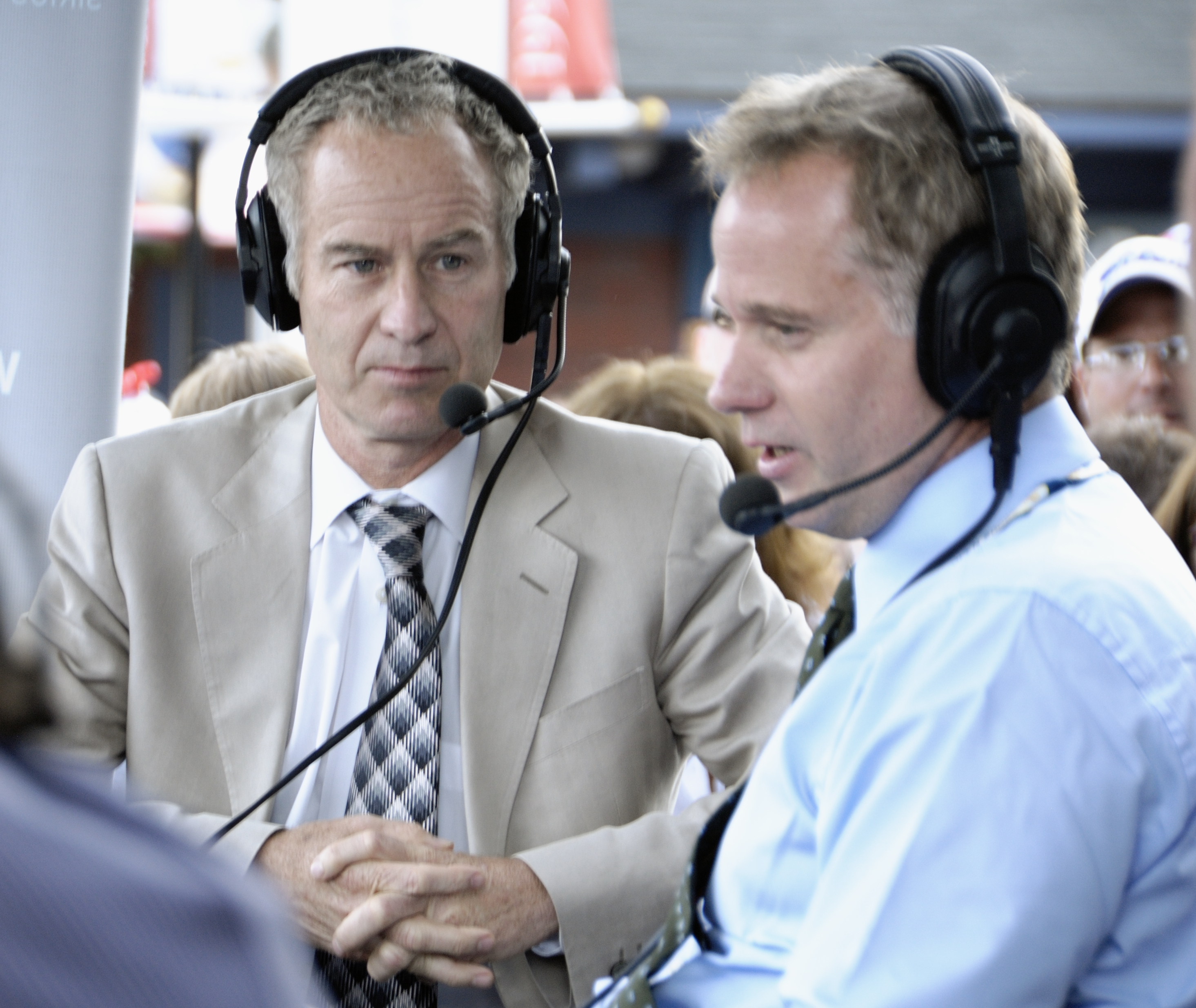
John assieme al fratello Patrick, commentatori agli US Open 2009

### Commentatore televisivo
Inizia la carriera televisiva come analista all'Open di Francia 1992 per la NBC e a giugno segue per la stessa rete televisiva il torneo di Wimbledon in veste di commentatore. Apprezzato per come spiega il gioco ai telespettatori con competenza, personalità e umorismo, nel corso degli anni lavora con oltre 20 canali televisivi tra cui quelli di CBS, USA, BBC, ESPN, Peacock TV ed Eurosport. Spesso commenta gli incontri in TV con il fratello Patrick.

### Altro
Dopo il ritiro del 1992 prova a diventare un musicista professionista e forma il gruppo Johnny Smyth Band, di cui è chitarrista a cantante. Dopo aver tenuto concerti e registrato alcuni brani si rende conto di non essere all'altezza di far pubblicare la sua musica e abbandona il progetto. Anche la sua carriera di conduttore televisivo ha scarso successo, nel 2002 la ABC lo sceglie come presentatore del bizzarro telequiz The Chair, che viene cancellato dopo breve tempo, e non ha migliore fortuna presentando la versione britannica di The Chair. Per lo scarso gradimento del pubblico viene cancellato anche il talk-show John McEnroe che gli viene affidato nel 2004 dalla CNBC, 5 mesi dopo che era iniziato.
Sempre dopo l'attività agonistica compare in alcuni cameo cinematografici, acquista una galleria d'arte, e ha successo come scrittore con la sua autobiografia You Cannot Be Serious, best seller negli Stati Uniti e nel Regno Unito. Nel 2020, entra a far parte della serie Netflix Non ho mai... come narratore, fino al 2023, anno di uscita dell'ultima stagione. Ha inoltre continuato a giocare a tennis nei circuiti senior "The Champions Tour" e "The ATP Champions Tour".

## Scontri diretti e rivalità
Complessivamente il bilancio delle sfide tra Borg e McEnroe è in perfetta parità 7-7. I due non si sono mai affrontati sul campo di terra rossa, in cui Borg era nettamente favorito. Sui campi d'erba i due si sono affrontati in due occasioni (le due finali a Wimbledon) con una vittoria a testa. Per quattro volte i due rivali si sono fronteggiati sul cemento, con un esito favorevole a McEnroe per 3-1. Le restanti otto sfide sono state disputate su campi sintetici e vedono una prevalenza dello svedese per 5-3. Negli incontri disputati nei tornei del Grande Slam (tutte finali) il bilancio è di 3-1 in favore di McEnroe.
Le sue più grandi rivalità furono con Borg, con Connors e con Lendl. In particolare, la rivalità con Borg, di cui John è diventato molto amico, è considerata la più celebre della storia del tennis. Il film Borg McEnroe del 2017 di Janus Metz Pedersen su questa rivalità e sul contrasto caratteriale tra i due campioni ha vinto il Festival del Cinema di Roma.

### Risultati degli scontri diretti
In tutta la sua carriera McEnroe ha giocato contro alcuni dei più forti giocatori di tennis di tutti i tempi. Il bilancio totale della sua carriera è di 864 W-194L (81,66% di vittorie). McEnroe ha il seguente bilancio contro i giocatori più forti della sua epoca:
- McEnroe ha un bilancio positivo contro Jimmy Connors (20-14), Stefan Edberg (7–6), Mats Wilander (7–6), Michael Chang (4–1), Ilie Năstase (4–2), Guillermo Vilas (8–6) e Pat Cash (3–1).
- McEnroe ha un bilancio di parità contro Björn Borg (7–7), Andre Agassi (2–2) e Michael Stich (1–1).
- McEnroe ha un bilancio negativo contro Pete Sampras (0–3), Goran Ivanišević (2–4), Boris Becker (2–8), Jim Courier (1–2) e Ivan Lendl (15-21).

## Caratteristiche
(Beppe Viola)

### Stile di gioco

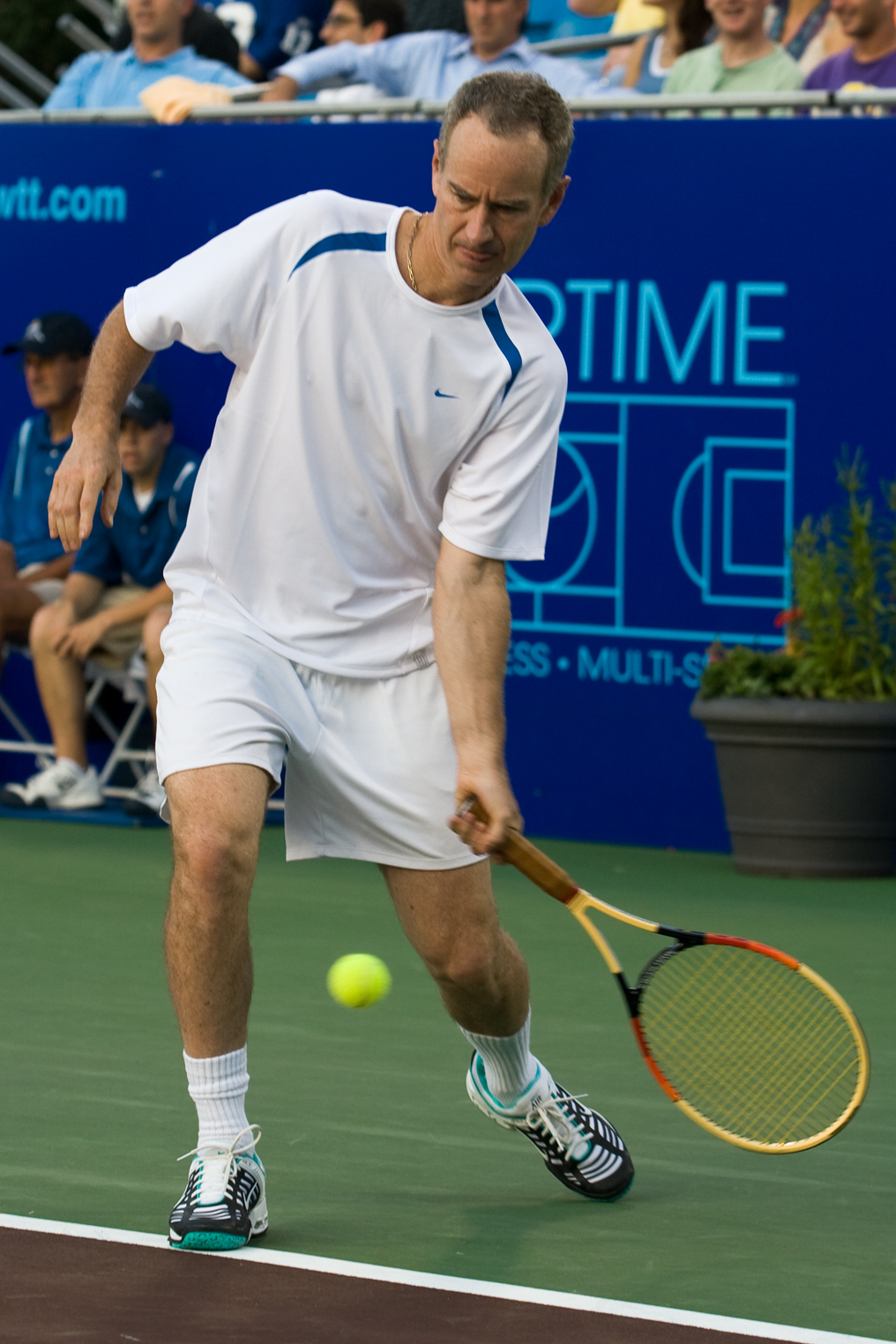
McEnroe nel 2007, impegnato durante un match del World TeamTennis

La rivoluzione apportata da McEnroe al tennis non può essere sottostimata. Per ammissione dello stesso Jimmy Connors, nessuno ha creato tanto interesse attorno al tennis quanto John McEnroe; ciò in parte grazie al suo carattere irascibile e alle celebri sfuriate contro arbitri, avversari, e giudici di linea, ma soprattutto grazie al suo gioco personalissimo, fatto di attacco, di tocco, di angoli, di anticipi.
McEnroe ha dominato il mondo del tennis prima e dopo la principale svolta nell'evoluzione dei materiali, dal legno (quando usava una Wilson Pro Staff prima e una Dunlop Maxply poi) alla grafite (quando sfoggiava la sua leggendaria Dunlop Max 200G), risultando, nel quadriennio concluso al primo posto in classifica mondiale, l'ultimo numero 1 delle racchette di legno e il primo numero 1 delle racchette in grafite. La sua grande capacità di controllo gli consentiva una incordatura a soli 18 kg, che esaltava la sua grande sensibilità di tocco.
McEnroe, mancino, era un giocatore d'attacco, che faceva del serve-and-volley, delle risposte d'attacco e del gioco anticipato da fondo le sue armi principali.
Il celebre servizio di John McEnroe era caratterizzato da una posizione particolarissima, essendo effettuato con i piedi paralleli alla linea di fondo campo e le spalle rivolte alla rete, e da una grande torsione lombare. Il movimento risultava così molto difficile da leggere per i suoi avversari, ed erano particolarmente insidiosi i servizi a uscire dalla sinistra del campo.
I suoi colpi da fondo consistevano di un diritto piatto e di un rovescio a volte nascosto e colpito da sotto, altre volte "spinto" ed effettuato con il piatto della racchetta davanti al corpo, soprattutto nella risposta al servizio, quando veniva eseguito a mezz'aria con un balzo in avanti. Sia il dritto sia il rovescio spesso erano giocati con una simile impugnatura, una vecchia Continentale.
Il suo gioco d'attacco da fondo campo era basato sull'uso di colpi anticipati, sostenuti da grandi riflessi, che lo mettevano in grado di anticipare spesso l'avversario (il famoso "ping-pong" tennis).
Il suo gioco difensivo poteva contare su passanti eccezionali (tra cui il famoso "passante lento" e i suoi passanti giocati al volo, dalla tre quarti campo) e su lob millimetrici.
Infine, la parte più ammirata del suo gioco: la volée. Quasi piatta, dal movimento breve, precisissima e personalissima in tutta la varietà del gioco di rete (dritto, rovescio, drop-volley, demi-volée).
Grazie al suo talento, McEnroe è potuto diventare un campione senza doversi sottoporre a duri allenamenti, come invece erano abituati i suoi colleghi già all'epoca, tanto che un giorno Billie Jean King disse al riguardo la storica frase «He didn't pay the price».

### Carattere

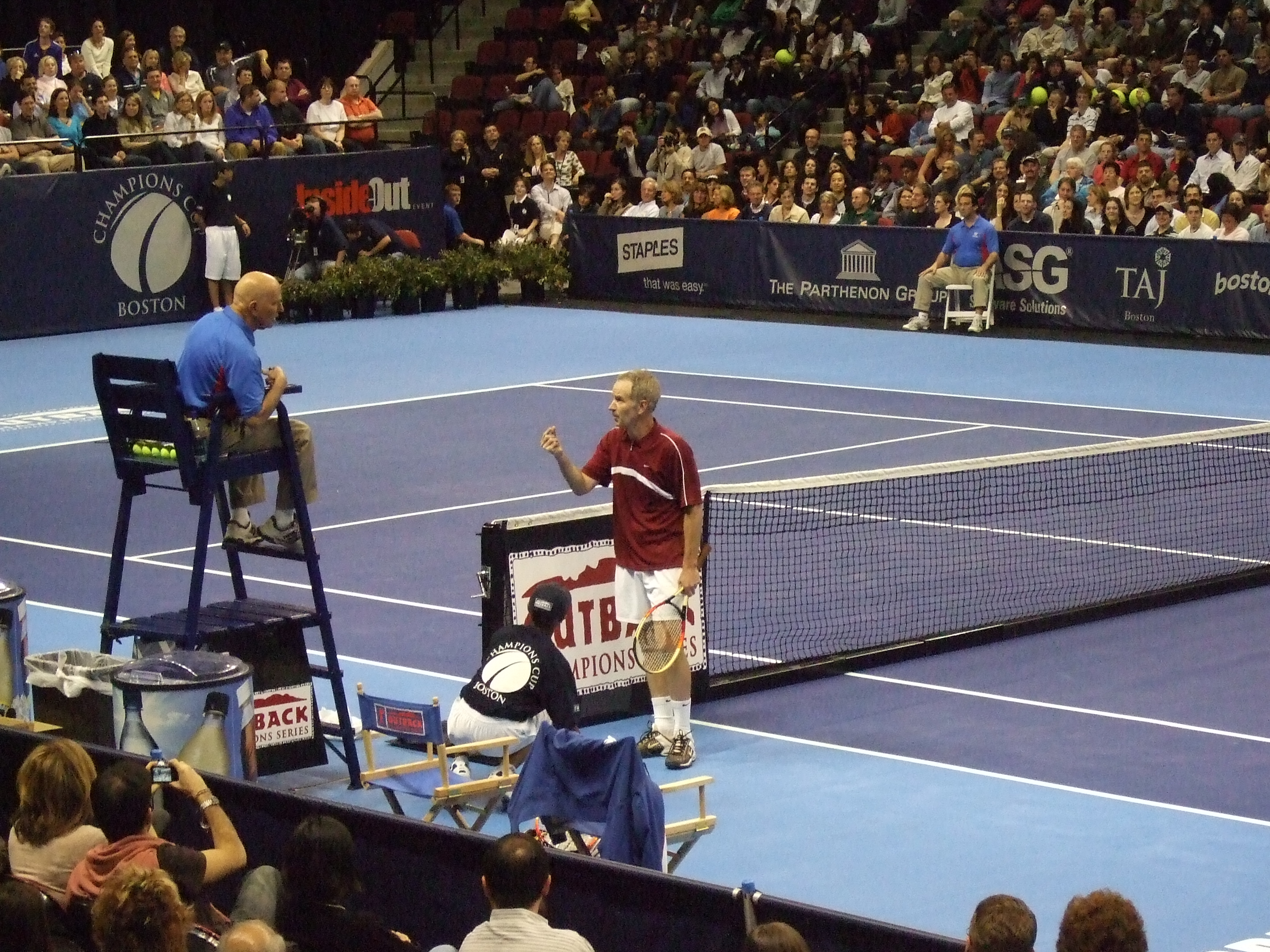
McEnroe discute con l'arbitro in occasione della Champions Cup di Boston, nel 2007

Oltre che per il suo gioco brillante, McEnroe divenne celebre fin dai primi anni della carriera per il suo carattere esuberante ed irascibile, in totale contrasto con il suo grande rivale Borg, celebre per la calma glaciale con cui affrontava gli incontri. Nel 1981 McEnroe si aggiudicò il titolo a Wimbledon ma al primo turno, contro Tom Gullikson, andò vicino all'essere squalificato avendo insultato l'arbitro Ted James chiamandolo the pits of the world ("La feccia del mondo") e successivamente "idiota incompetente" subendo una multa di 1.500 $. Nello stesso incontro, dopo un suo ace chiamato fuori, urlò all'arbitro di sedia la famosa frase (che poi diventerà il titolo della sua autobiografia) You cannot be serious (letteralmente "Non puoi essere serio", da intendersi come "Non è possibile che tu dica sul serio!"), aggiungendo l'altrettanto celebre The chalk flew up, cioè "Il gesso è volato", riferendosi alla nuvoletta di polvere bianca comparsa nel punto di rimbalzo dalla pallina sulla riga del servizio.
L'All England Club non gli concesse il titolo di "socio onorario" dopo la sua prima vittoria (è consuetudine che un vincitore del singolare maschile di Wimbledon riceva questo titolo al suo primo successo). McEnroe reagì disertando la cena in onore del vincitore indetta dal club, giustificandosi affermando: «Preferisco passare la serata con la mia famiglia e i miei amici, e con le persone che mi hanno supportato e non con un gruppo di settanta-ottantenni che mi dicono che mi comporto da idiota». McEnroe tuttavia ricevette il titolo di socio onorario quando vinse nuovamente il torneo due anni dopo.
Nella finale del Roland Garros del 1984 McEnroe incontrò Lendl. Dopo essere stato in vantaggio di due set, il suo avversario Lendl riuscì a vincere aggiudicandosi la partita (3-6 2-6 6-4 7-5 7-5), favorito da un McEnroe deconcentrato, forse a causa di un episodio in cui urlò "shut up" ("stai zitto") nel microfono di una telecamera a bordo campo da cui proveniva il forte volume di un commentatore, disturbando il gioco. Al termine dell'incontro, McEnroe, letteralmente infuriato per la grande occasione persa, lasciò il palco della premiazione senza proferire alcun commento e ricevendo i fischi del pubblico.
In numerose occasioni esprimeva il suo disappunto contro giudici di linea e arbitri. Tra le sue celebri esternazioni, le racchettate ai bicchieri d'acqua sul tavolino al cambio di campo durante il torneo di Stoccolma del 1984 (l'acqua, schizzando, infradiciò il re di Svezia seduto in prima fila); la frase "se quella palla era buona tu sei un capellone" rivolta a Wimbledon a un giudice di linea calvo; i pesanti insulti a una donna che voleva prendere posto sul campo su cui lui si stava allenando al circolo del Queen's di Londra - la donna era poi la moglie del presidente del club, cosa che impedì a McEnroe la partecipazione al torneo del Queen's fino a quando John non accettò di scusarsi, anni dopo. Nel 1987, tra lo stupore del pubblico, abbandonò improvvisamente il campo per proteste in un incontro della World Team Cup contro Mecir. Nel 1990, infine, fu clamorosamente espulso da un torneo dello Slam, gli Australian Open, per aver proferito la "four-letter word" (cunt) prima al giudice di sedia e poi di nuovo rientrando in campo dopo l'intervento del supervisore del torneo.
Nonostante il suo carattere e le frequenti proteste contro le decisioni arbitrali, McEnroe era fondamentalmente un giocatore molto corretto e a fine carriera si conquistò sempre più anche i favori della stampa che prima lo criticava.

## Statistiche

### Singolare

#### Grande Slam

##### Vittorie (7)
| Anno | Torneo        | Superficie | Avversario in finale | Punteggio               |
| 1979 | US Open       | Cemento    | Vitas Gerulaitis     | 7–5, 6–3, 6–3           |
| 1980 | US Open (2)   | Cemento    | Björn Borg           | 7–6, 6–1, 6–7, 5–7, 6–4 |
| 1981 | Wimbledon     | Erba       | Björn Borg           | 4–6, 7–6, 7–6, 6–4      |
| 1981 | US Open (3)   | Cemento    | Björn Borg           | 4–6, 6–2, 6–4, 6–3      |
| 1983 | Wimbledon (2) | Erba       | Chris Lewis          | 6–2, 6–2, 6–2           |
| 1984 | Wimbledon (3) | Erba       | Jimmy Connors        | 6–1, 6–1, 6–2           |
| 1984 | US Open (4)   | Cemento    | Ivan Lendl           | 6–3, 6–4, 6–1           |

##### Sconfitte in finale (4)
| Anno | Torneo          | Superficie  | Avversario in finale | Punteggio               |
| 1980 | Wimbledon       | Erba        | Björn Borg           | 6–1, 5–7, 3–6, 7–6, 6–8 |
| 1982 | Wimbledon (2)   | Erba        | Jimmy Connors        | 6–3, 3–6, 7–6, 6–7, 4–6 |
| 1984 | Open di Francia | Terra rossa | Ivan Lendl           | 6–3, 6–2, 4–6, 5–7, 5–7 |
| 1985 | US Open         | Cemento     | Ivan Lendl           | 6–7, 3–6, 4–6           |

## Nella cultura di massa
- Nel film L'ultimo gioco del 1979, interpreta se stesso.
- Nel film Mr. Deeds, del 2002, ha fatto un cameo insieme con Adam Sandler.
- Nel film Wimbledon del 2004, interpreta se stesso.
- Nel film Terapia d'urto, del 2003 e anche questo con Adam Sandler, ha fatto un cameo interpretando se stesso.
- Nel 2007 è stato la guest star nell'episodio 23 della terza stagione della serie CSI: NY, dove interpreta sia se stesso sia un suo sosia.
- In Zohan - Tutte le donne vengono al pettine (You Don't Mess with The Zohan, 2008), di nuovo con Adam Sandler, ha fatto un cameo interpretando se stesso.
- Nel film del 2011 Jack e Jill, sempre con protagonista Adam Sandler, ha fatto un cameo.
- Il regista Janus Metz Pedersen nel 2017 segue la storia tra Borg e McEnroe creando un film sulla loro rivalità e amicizia e in particolare la quinta e ultima vittoria di Borg alle finali di Wimbledon.
- Nella serie TV del 2020  Non ho mai... ha interpretato il narratore principale facendo inoltre un cameo nel ruolo di se stesso.
- Ha fatto un cameo nella quarta stagione della serie Only Murders in the Building, nel 2024

## Omaggi e riconoscimenti
- Nella serie TV Boris (in cui è presente un regista appassionato di tennis), tutti i pesci rossi presenti sul set portano il nome di tennisti famosi: il pesce McEnroe è appunto ispirato all'omonimo tennista.

## Doppiatori italiani
Nelle versioni in italiano delle opere in cui ha recitato, John McEnroe è stato doppiato da:
- Michele D'Anca in 30 Rock
- Oliviero Dinelli in CSI: NY

Da doppiatore è sostituito da:
- Pasquale Anselmo in Non ho mai...